# Megachile alternans
Megachile alternans är en biart som beskrevs av Heinrich Friese 1922. Megachile alternans ingår i släktet tapetserarbin, och familjen buksamlarbin. Inga underarter finns listade i Catalogue of Life.